# Cosmik Debris
Cosmik Debris è un singolo del musicista rock statunitense Frank Zappa, pubblicato nel 1974 ed estratto dall'album Apostrophe (').

## Tracce
Lato A (Extended play)
1. Cosmik Debris – 4:15

Lato B (Extended play)
1. Uncle Remus – 2:50 (Frank Zappa, George Duke)